# عمارو رحمن
عمارو رحمن (بالإنجليزية: Umaru Rahman) هو لاعب كرة قدم سيراليوني في مركز الهجوم، ولد في 15 ديسمبر 1982 في فريتاون في سيراليون. شارك مع منتخب سيراليون لكرة القدم. أما مع النوادي، فقد لعب مع نادي بيكامكس بين دونغ.